# 히가시오메역
히가시오메역(일본어: 東青梅駅, ひがしおうめえき)은 일본 도쿄도 오메시에 있는 철도역이다.

## 타는 곳
| 1 | ■ 오메 선 | 가베·하이지마·다치카와·신주쿠·도쿄 방면 |
| 2 | ■ 오메 선 | 오메·미타케·오쿠타마 방면               |

## 역세권 정보
- 구 오메 가도
- 나리키 가도
- 다마강
- 아키가와 가도
- 오메 가도
- 오쿠타마 가도

## 역사
- 1932년 10월 1일: 영업 개시.
- 1982년 11월 15일: 10 량 편성에 대응하기 위해 홈을 연장.
- 1987년 4월 1일: 국철 분할 민영화 더 동일본 여객 철도 역 택일.
- 2001년 11월 18일: IC 카드 Suica 공용 개시.

## 사진

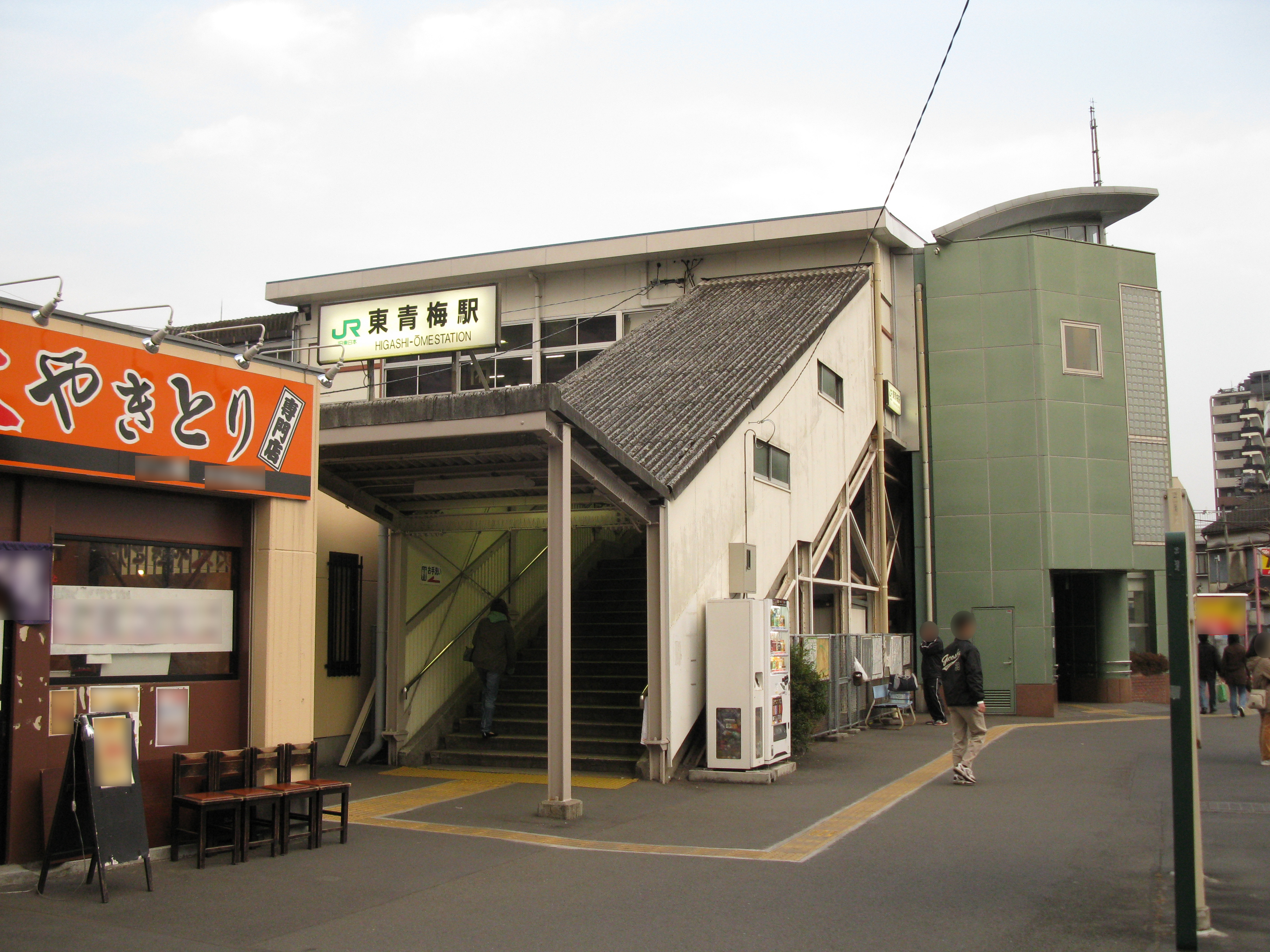
남쪽 모습

## 인접역
| 동일본 여객철도 오메 선 | 동일본 여객철도 오메 선 | 동일본 여객철도 오메 선 |
| ----------------------- | ----------------------- | ----------------------- |
| 가베 다치카와 방면      | 오메 선                 | 오메 오메 방면          |